# Coalición de la Unión Democrática
La Coalición de la Unión Democrática fue una coalición política de Mongolia establecida de facto en 1990 (aunque no existió legalmente como tal sino hasta 1996) y disuelta en el año 2000. Sus principales componentes eran el Partido Nacional Democrático y el Partido Democrático Social de Mongolia.
En las elecciones legislativas de Mongolia de 1996 la Unión Democrática obtuvo un histórico triunfo al derrotar al Partido del Pueblo de Mongolia, antiguamente comunista, que gobernaba el país desde 1921. Fue la primera vez en la historia republicana de Mongolia que el PPM quedó fuera del gobierno. Mendsaikhany Enkhsaikhan fue nombrado primer ministro, siendo sucedido en 1998 por Tsakhiagiin Elbegdorj. La Unión Democrática se disolvió antes de las elecciones legislativas de 2000.